# 遊樂船隻操作人合格證明書
遊樂船隻操作人合格證明書（英語：Pleasure Vessel Operator Certificate of Competency），原為遊樂船隻合格證書（英語：Pleasure Vessel Certificate of Competency）是香港海事處向遊樂船隻的操作人員所發出之證件。

## 申請條件
申請人若年滿18歲，只可申請遊樂船隻二級操作人證明書；而一級操作人證明書申請條件則為申請人年滿19歲，及在香港或海事處認可的地方擁有一年或以上主管機動遊樂船隻或商用船隻操作經驗。申請人可親身或透過第三方代辦。填妥申請表格，並繳交所需費用，然後預約考試。

## 考試程序
現時，「遊樂船隻操作人合格證明書」分為兩個等級，因應所需掌握的知識要求而設有不同的考試模式。
在一般情況下，一級操作人牌照之考試會安排於香港上環海港政府大樓的海事處考試中心舉行，而二級操作人之多項選擇題考試則由海事處委託職業訓練局高峰進修學院，安排於香港灣仔活道的職業訓練局大樓內的電腦考試室內舉行。
考生如聲稱自己為文盲，可由僱主以書面或其他獲接納的方式，證明其確實不識字，然後經由海事處處長酌情批准，以口試方式應考，並可能要接受實際技能測試。

### 二級操作人考試
現時，二級遊樂船操作人的考試分為兩個部份，「甲部份」為航駛、船藝及安全試，而「乙部份」則為輪機知識考試。
兩部份的考試皆為40道題目的多項選擇題，考生需以傳統電腦屏幕（非輕觸式）形式作答，每部份的考試時限為於45分鐘，考生需於兩部份同時答對60%之題目（即24道題）方為合格。
自2023年4月1日起，海事處將不再接受考生直接報考「二級遊樂船操作人」的考試，考生須改到職業訓練局屬下之「高峰考試中心」報名，而「甲部」及「乙部」之考試亦可於兩年內分開報名及應考，並在「甲部」及「乙部」考試皆取得及格成績後，再連同驗眼合格證明書到海事處辦理發證手續。

### 一級操作人考試
一級操作人的考試則分為「筆試」及「口試」，其中「筆試」會考核考生對海圖作業及航駛的認識，而「口試」則由海事處主考人員以口述形式向考生就航海技術的認識作出提問，惟如有需要，主考人員或會向考生提問「二級操作人考試」中的問題。

## 執照使用
遊樂船隻操作人合格證明書通常連同身份證明文件一同使用，因此遊樂船隻操作人合格證明書上列出的個人資料比較少。現時最新版本的證明書是依據M.O 905表格所簽發。它載有持證人的中英文姓名、香港身份證號碼、證件編號、獲准操作的船隻種類及其有效期等資料，一般有效期直至持有人年滿65歲。

## 證明書類別
現時，香港遊樂船隻操作人合格證明書共分開兩個類別：
- 遊樂船隻二級操作人證明書：持有人可掌管總長度不超過15米而在香港水域內操作的遊樂船隻；
- 遊樂船隻一級操作人證明書：持有人可掌管在香港水域內操作的任何遊樂船隻。